# پلیموت (میزوری)
پلیموت (به انگلیسی: Plymouth) یک منطقهٔ مسکونی در ایالات متحده آمریکا است که در شهرستان کرول، میزوری واقع شده‌است. پلیموت ۲۴۵٫۰۶ متر بالاتر از سطح دریا واقع شده‌است.